# Hans-Dieter Koch (Agrarwissenschaftler)

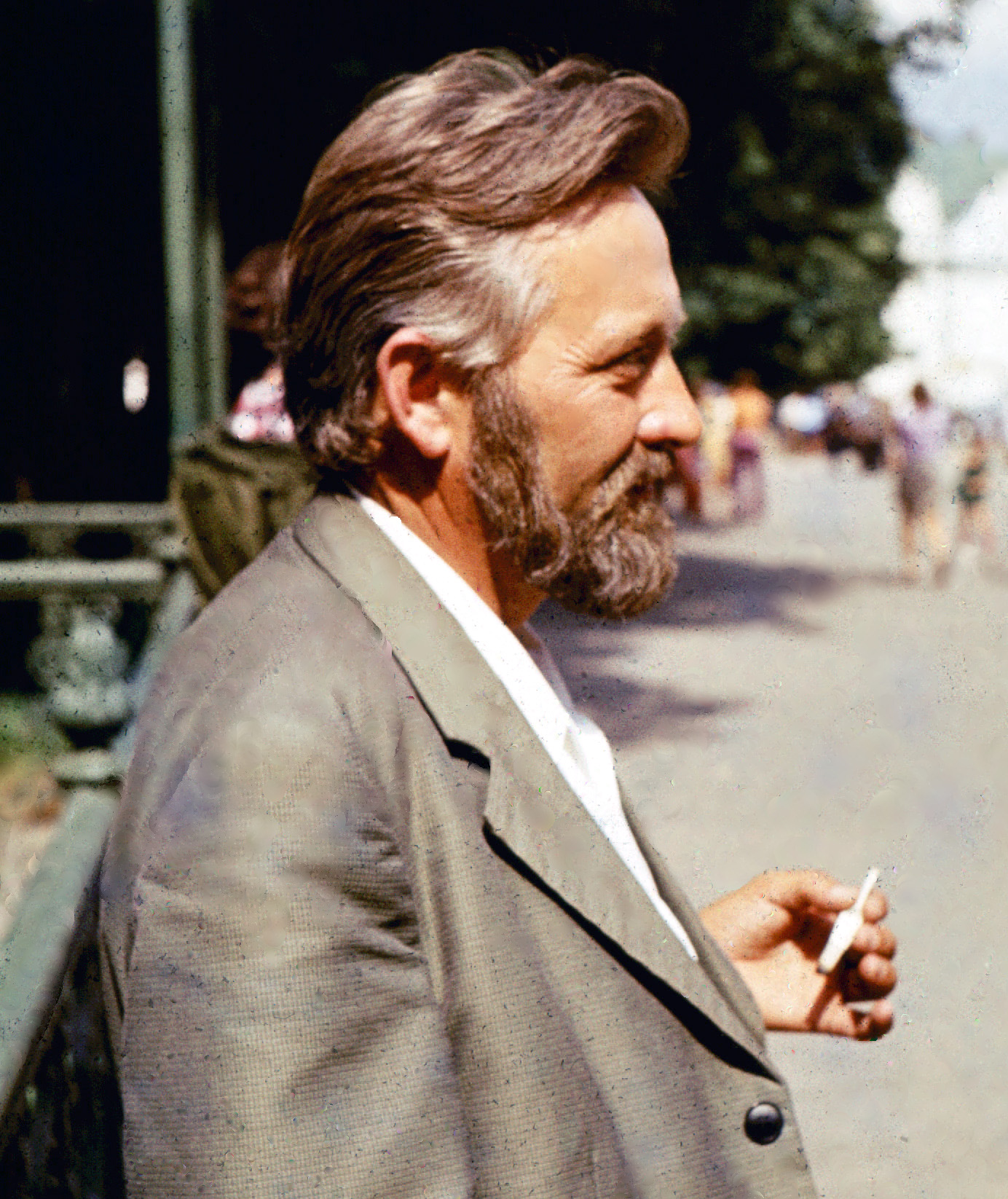
Hans-Dieter Koch 1975

Hans-Dieter Koch (* 11. Juli 1929 in Berlin; † 31. Juli 1979 in Bernburg (Saale)) war ein deutscher Agrarwissenschaftler und Nationalpreisträger.

## Leben und Wirken
Nach dem Schulabschluss der Mittleren Reife in Eilenburg im Jahr 1945 war er bis 1949 in verschiedenen bäuerlichen Landwirtschaftsbetrieben tätig. In den Wintermonaten besuchte er die Landwirtschaftsschulen in Eisleben und Zeitz. 1950 begann seine Ausbildung im landwirtschaftlichen Versuchswesen an der damaligen Landesversuchsanstalt Bad Lauchstädt. Von 1951 bis 1952 arbeitete er als Versuchstechniker und Vermehrungsbetreuer in den Saatzuchtgütern Langenstein-Böhnshausen und Bernburg-Roschwitz. 1952 bestand er am Institut für Pflanzenzüchtung Hohenthurm der Martin-Luther-Universität Halle-Wittenberg die Prüfung als landwirtschaftlich-technischer Assistent. 1952 holte ihn Fritz Oberdorf, Institutsdirektor des Instituts für Pflanzenzüchtung Bernburg-Strenzfeld der Deutschen Akademie der Landwirtschaftswissenschaften der DDR zu Berlin, an sein Institut.
Nach dem Abschluss eines Fernstudiums von 1952 bis 1954 an der Fachschule in Weimar bestand er eine Sonderreifeprüfung. Unmittelbar danach nahm er ein Fernstudium an der landwirtschaftlich-gärtnerischen Fakultät der Karl-Marx-Universität Leipzig auf, das er 1959 mit der Diplom-Prüfung abschloss. Hans-Dieter Koch forschte auf dem Gebiet der Kälteressistenz von Wintergetreide, insbesondere von Wintergerste, am Bernburger Institut für Pflanzenzüchtung. Im mitteleuropäischen Raum ist die Winterform der Gerste eine geschätzte Futtergetreideart. Sie war 1965 mit über 250.000 Hektar zu etwa 10 Prozent am gesamten Getreideanbau der DDR beteiligt. Von den Winterformen des Getreides besitzt die Wintergerste die geringste Winterfestigkeit. Die Verbesserung dieses Merkmals war daher von je her ein vorrangiges Zuchtziel. Eine Übersicht der Forschungsarbeiten zur Winterfestigkeit der Gerste (Stand 1998), einschließlich der Arbeiten von Koch, findet man in einem Artikel der Agrarwissenschaftlerin Gisela Szigat.
1968 erlangte Hans-Dieter Koch den Grad eines Doktors der Landwirtschaftswissenschaften (Dr. agr.) mit einer Inaugural-Dissertation Untersuchungen zur Frostresistenz der Wintergerste mit Hilfe des künstlichen Gefrierversuchs. Er hatte in umfangreichen Versuchsreihen insbesondere die Veränderung der Überlebenschancen der Pflanzenpopulation bei variablen Minimaltemperaturen untersucht. Er kam zu dem Ergebnis, dass der Anteil der überlebenden Pflanzen um fast 20 Prozent abnimmt, wenn die minimale Bodentemperatur um 1 Grad im kritischen Bereich (−12,5 ± 2,5) °C sinkt. Ab ca. 1974 leitete er eine wissenschaftliche Abteilung.
In den 1970er Jahren arbeitete er mit Wassyl Remeslo (1907–1983), einem ukrainisch-sowjetischen Agrarwissenschaftler auf dem Gebiet der Pflanzenzüchtung, insbesondere von Weizen-Saatgut, zusammen. Für ihren Anteil an der Züchtung und schnellen Einführung neuer, für die industriemäßige Getreideproduktion besonders geeigneter Intensivsorten von Weizen und Gerste erhielten Hans-Dieter Koch, Dieter Lau, Friedrich Wolfgang Porsche, Wassyl Remeslo, Erdmute Specht und Georg Szigat im Jahr 1976 gemeinsam den Nationalpreis der DDR  I. Klasse (siehe auch Liste der Träger des Nationalpreises der DDR I. Klasse für Wissenschaft und Technik).
Auf dem Höhepunkt seines Schaffens erlag Hans-Dieter Koch im Alter von 50 Jahren einem Herzinfarkt.

## Schriften
- Hans-Dieter Koch: Verringerung der Auswinterungsgefahr bei Wintergerste durch acker- und pflanzenbauliche Maßnahmen. In: Die Deutsche Landwirtschaft. Band 15, 1964, S. 385–388.
- Hans-Dieter Koch, Christian O. Lehmann: Resistenzeigenschaften im Gersten- und Weizensortiment Gatersleben: 7. Prüfung der Frostresistenz von Wintergersten im künstlichen Gefrierversuch. In: Die Kulturpflanze. Band 14, Nr. 1, 1966, S. 263–282, doi:10.1007/BF02095288.
- Hans-Dieter Koch, Christian O. Lehmann: Resistenzeigenschaften im Gersten- und Weizensortiment Gatersleben. In: Die Kulturpflanze. Band 16, Nr. 1, 1968, S. 243–254, doi:10.1007/BF02095694.
- Hans-Dieter Koch: Untersuchungen zur Frostresistenz der Wintergerste mit Hilfe des künstlichen Gefrierversuches. Berlin, Deutsche Akademie der Landwirtschaftswissenschaften, Dissertation vom 25. Januar 1968. Berlin 1968 (213 S.).